# Obszar Chronionego Krajobrazu Kopuły Chełmca, Trójgarbu i Krzyżowej Góry koło Strzegomia
Obszar Chronionego Krajobrazu Kopuły Chełmca, Trójgarbu i Krzyżowej Góry koło Strzegomia – nieistniejący już obszar chronionego krajobrazu, w południowo-zachodniej Polsce, w woj. dolnośląskim. W wyniku reorganizacji, w latach 2007–2008 w jego miejsce powołano trzy osobne obszary chronionego krajobrazu: Kopuły Chełmca, Masyw Trójgarbu i Góra Krzyżowa.
Położony był w Sudetach Środkowych i Przedgórzu Sudeckim, na terenie Gór Wałbrzyskich oraz Wzgórz Strzegomskich, na obszarze powiatów wałbrzyskiego, świdnickiego i jaworskiego.
Obszar Chronionego Krajobrazu Kopuły Chełmca, Trójgarbu i Krzyżowej Góry k. Strzegomia utworzono w 1981 roku. Zajmował powierzchnię 12 000 ha i obejmował swym zasięgiem główne grzbiety górskie dwóch masywów Gór Wałbrzyskich: Masyw Chełmca, Masyw Trójgarbu i Krąglaka oraz Górę Krzyżową koło Strzegomia wraz ze znajdującymi się w ich obrębie: utworami geologicznymi, korytarzami ekologicznymi oraz wartościowymi krajobrazowo terenami o różnych ekosystemach.
Masywy Chełmca, Krąglaka i Trójgarbu oraz Krzyżowa Góra na terenie obszaru tworzą oddzielne człony, które ciągną się od zachodnich obrzeży Wałbrzycha aż za Strzegom na północnym wschodzie. Obszar w wielu miejscach poprzecinany jest dolinami, a zbocza wzniesień ponacinane potokami, co spowodowało fragmentaryczne wykształcenie się roślinności charakterystycznej dla tego obszaru. Obszar obejmuje głównie tereny leśne,  a także łąki górskie i bliźniczyska. 
Obszar Chronionego Krajobrazu stanowił częściową naturalną otulinę Parku Krajobrazowego Sudetów Wałbrzyskich.